# 通信チェス
通信チェス（つうしんチェス、英:Correspondence chess）とは遠距離の相手と、通信を用いて行うチェスの対局を指す。一つのゲームが一日以内で終了するケースはごく稀で、数日・数週間・数ヶ月かかるのが一般的である。

## 概要
- OTBチェス：　「over-the-board chess」のこと。
対局者とボードを挟んで、リアルタイムにプレイする通常のチェスを指す。
- 通信チェス：　「Correspondence chess」のこと。
一般郵便・Eメール・専用サーバなどの通信手段を用いて行われる。

- 通信チェスにも長い歴史がある。通信手段に電報、FAX、伝書鳩などが使用された事もあった。
- ゲームの勝敗はすべて管理組織に報告され、レイティングや次の対局などに反映される。
- 通信チェスの世界最大の組織は、ICCF（国際通信チェス連盟）[1]である。日本では、ICCF公認のJCCA（日本通信チェス協会）[2]が管理している。
- JCCAは、以前はJPCA（日本郵便チェス協会）[3]と呼ばれていた。
- インターネットが普及する以前は郵便でのやりとりが多かったため、日本では「郵便チェス」の名で親しまれていた。現在はEメールやWebサーバを使用しての対局が多くなり、変更された組織の正式名称にあわせて「通信チェス」と呼ばれている。

## 詳細

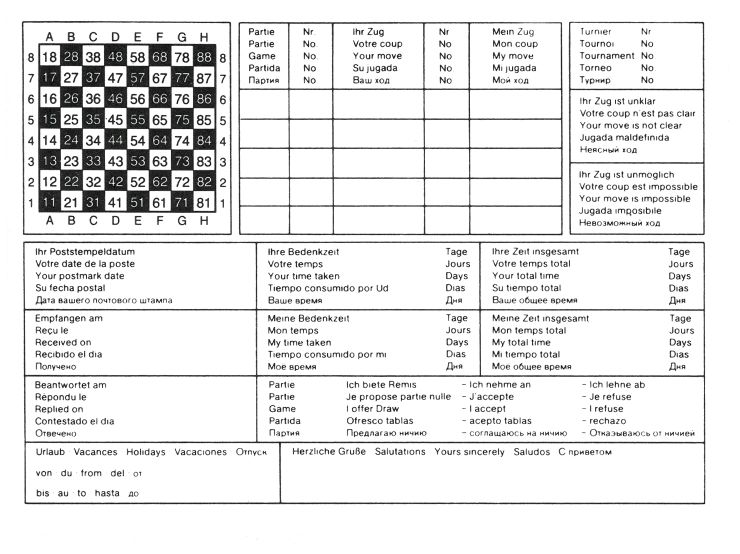
通信チェス用のポストカード

- 通信チェスでは、OTBチェスと同様に持ち時間が決められている。例えば日本の郵便戦の場合は、「10手ごとに30日の考慮時間」となっている。対局時計の代わりに、郵便局が押す「消印」などが消費日数の証拠になる。
- 通常トーナメント戦は、3人以上の「組（グループ）」をつくり総当り（ラウンドロビン）で行なわれる。1人の相手と1ゲームを行なうシングルラウンドロビンと、1人の相手と白黒を同時平行してゲームを行なうダブルラウンドロビンがある。
  - ダブルラウンドロビンの実例　：
　4人で1組（対戦相手は各自3名）、1人の相手と白黒を同時に対局 
　　→ 　3ｘ2＝6局のゲームを、各自が同時平行してプレイする。
- ゲーム中に休暇を申請する事も可能である。通常、暦年あたり合計30日の休暇が取得できる。
また病気などの場合には、さらに特別休暇30日が取得できる。

### 対局方法
|                       | 解説 |
| --------------------- | --- |
| 郵便戦                | 手紙・葉書・絵葉書などの郵便を利用したゲーム。1枚の葉書に1手を書いて、それを双方が交互に送りあう。インターネット環境がなくても、特に問題ない。国際戦では一つのゲームが1年以内に終了するのはまれで、多くは1年半ほどかかる。                                                                      |
| Eメール戦             | Eメールを利用したゲーム。通信方法は異なるが、基本的には郵便による対局と同じ方式。Eメールは郵便より遥かに早く届くので、それだけゲームも短期間で決着がつく。大半のゲームは1年以内となっている。                                                                                                   |
| 通信チェス・ サーバ戦 | Webサーバを使った通信チェス。プレイヤーは決められたウェブページに毎回ログインして、自分の手番のゲームボードの駒を動かす。指し手はデータベース・サーバに記録され、ゲームの進行や勝敗が一元化管理される。この通信チェス・サーバ戦は、持ち時間が非常に長くなった形の「オンライン・チェス」である。 |

### 特徴
1. 対局は同時刻に行われず、双方が一手一手異なる時間帯にプレイする。
2. 持ち時間が時間(Hour)ではなく、日数(Day)単位で規定されている。
3. ゲームの対局中でも、書籍やデータベース・ソフトの利用が公認されている。

- 通信チェスの長所は、外出せずに遠隔地のプレイヤーと対戦できる点である。仕事が忙しかったり病気だったりしても、国内だけでなく世界中の人々とチェスをプレイできる。
- ゲーム期間が長いので、指し手以外の様々な情報のやり取りも可能である。
- 通信チェスでは、ある程度の管理能力と根気が必要となる。返事が待ち遠しくて我慢できない性格の人には、あまり通信チェスは向いていない。
- ICCFの国際戦では、英語力も必要になる。ICCFからの連絡は、すべて英文となっている。
- 郵便戦やEメール戦では、指し手を書き間違えても直ちに「負け」となるわけではない。ルールに従って、違反した側の持ち時間が削られる。

### 評価 （通信チェス・郵便チェス）
- 「アマチュアが序盤戦などを研究する場合に理想的な方法である。」　フランソワ・ル・リヨネ[7]
- 「郵便チェスでは定跡本等を見ながら指せます。序盤の定跡を覚えるよい勉強になります。」　有田謙二[8]

## 歴史
- （年代不詳）　中世、オーストリアの一部の商人の間で対局。[7]
- （年代不詳）　フランス王ルイ6世vs英国の王ヘンリー1世で対局。[7]

- （年代不詳）　18世紀　ユーゴスラビアの商人vsヴェニス人で対局。[7]
- （年代不詳）　フレデリック2世vsヴォルテールで対局。[7]
- 1824年　都市間で通信チェスが開催。（アムステルダムvsロッテルダム、ロンドンvsエディンバラ）[7]
- 1834年～1836年　パリ対ロンドン・ウェストミンスター・クラブのマッチ開催。パリが2：0で勝利[9] 。[10]
- 1844年　ワシントンvsボルチモアの、大都市間での電報チェス。[7]
- 1889年～1890年　OTBの世界選手権を行なったシュタイニッツとチゴリンが、電報を使ったマッチを行なう。シュタイニッツが2：0で勝利。[10]
- 1928年　最初の国際組織IFSB[11]創立。[7]

| 回            | 国籍         | 氏名                        |
| ------------- | ------------ | --------------------------- |
| 19(Eメール戦) | フランス     | Christophe Léotard          |
| 20(郵便戦)    | フィンランド | Pertti Lehikoinen           |
| 21(Eメール戦) | オランダ     | Joop J. van Oosterom        |
| 22(ウェブ戦)  | ロシア       | Aleksandr Surenovich Dronov |
| 23(ウェブ戦)  | ドイツ       | Ulrich Stephan              |
| 24(ウェブ戦)  | スロバキア   | Marjan Šemrl                |

- 1935年～1939年　最初の通信チェス・オリンピック開催。
（18カ国参加。ハンガリーが優勝。）[7]
- 1935年　ICCFの前身であるIFSBが国際通信マスターのタイトルを設置[12]。最初にそのタイトルを得た25人の中には、アレヒン、ボゴリュボフ、ケレス、グリュンフェルド、マローツィ(Maroczy)、バロー(Balogh)、エリスカセス(Eliskases) らがいる。[10]

- 1936年　通信世界選手権のために、実行委員会が７人のメンバーにより結成される。このうちの一人にOTB世界チャンピオンのアレヒンがいる。第二次世界大戦が始まって、この選手権は行なわれずに終了。[10]
- 1945年　消失したIFSBに代わり、ICCF（国際通信チェス連盟）創立。[7]
- 1947年　ICCFにより第1回世界通信チェス選手権の予選スタート。[10]
- 1950年　その決勝トーナメントがスタートし、オーストラリアの C. Purdy が第1回世界チャンピオンになる。[10]

| タイトル名                   | 氏名（敬称略） |
| ---------------------------- | -------------- |
| ICCF GM                      | 大竹栄         |
| ICCF GM                      | 酒井清隆       |
| ICCF SIM                     | 富澤尊儀       |
| ICCF IM                      | 小野田博一     |
| ICCF IM                      | 寺田章次       |
| アジア・アフリカチャンピオン | 早川悟         |

- 1954年　ディックホフ記念トーナメント開催。L.シュミット（独）が優勝。[7]
- 1965年　JPCA（JCCAの前身）がICCFに加盟。[10]
- 1966年　日本初の通信チェスの日本選手権が行なわれる。[10]
- 1970年　宇宙船ソユーズ9号vs（地上の）ソビエト連邦の技術者で対局。　
初の「宇宙vs地球」対局の所要時間は6時間、結果はドロー。[7]
- 1997年2月　ICCF初のEメール招待トーナメント「ペリカン・メモリアル」開催。[10]
- 2002年　JPCAが第1回Eメール日本選手権を開催。[13]
- 2004年　ICCFでWebサーバ戦が開始となる。[14]
- 2008年　ICCFですべてのEメール・トーナメントを廃止。[ICCF Confress 2008 Minutes]